# استیو بائر
استیو بائر (انگلیسی: Steve Bauer؛ زادهٔ ۱۲ ژوئن ۱۹۵۹) دوچرخه‌سوار اهل کانادا است.
از افتخارات مهم وی میتوان به کسب مدال نقره رقابت انقرادی جاده در بازی‌های المپیک تابستانی ۱۹۸۴ اشاره کرد.